# 達比克攻勢
達比克攻勢是土耳其軍隊及親土耳其的叙利亚反对派在2016年9月28日發起的軍事行動，以攻佔阿勒颇省北部城鎮達比克為目標。

## 攻勢

### 首周

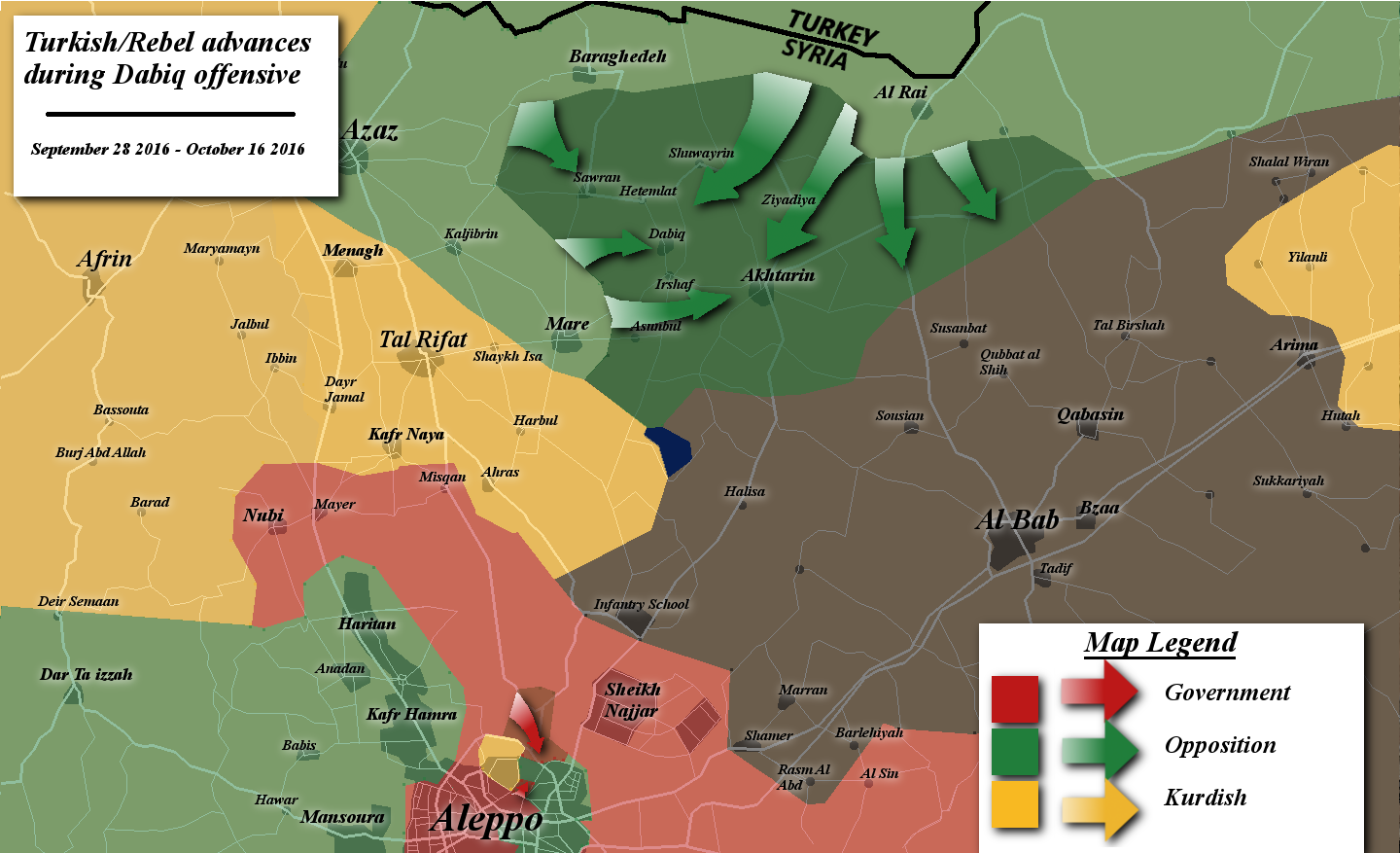
戰役形勢圖

2016年10月3日，反對派部隊在Turkman Bareh村遇上地雷區，造成15－21名反對派人員陣亡，多人受傷。10月4日至5日間，反對派攻佔Turkman Bareh及另外5個村莊。

### 次周
10月6日，反對派攻佔Akhtarin鎮。伊斯蘭國在兩天後反攻，一度奪回該鎮及包括Turkman Bareh在內的另外4個村莊，最終被擊退。土耳其軍方宣稱10月8日至9日間有38名伊斯蘭國分子在戰鬥和空襲中喪生。
10月9日至11日間，反對派從伊斯蘭國手上攻佔17個村莊，距離達比克不到2.5公里。30名反對派人員及20名伊斯蘭國分子在戰鬥中喪生。

### 第三周
10月15日，反對派攻佔另外3個村莊，幾乎完全包圍達比克。10月16日，反對派攻佔達比克、附近的Sawran鎮及另外7個村莊。